# The Basement Collection
The Basement Collection è una compilation di videogiochi creata da Edmund McMillen con Adobe Flash e pubblicata il 31 agosto 2012 per Microsoft Windows e Mac OS X. I giochi sono stati rifatti con caratteristiche aggiuntive e brani musicali.

## Contenuto
- Triachnid (2006), simulazione fisica di un ragno
- Coil (2008), gioco sperimentale
- Meat Boy (2008), predecessore di Super Meat Boy
- Etere (2008), gioco di avventura spaziale
- Grey-Matter (2008), anti-shooter game
- Spewer (2009), platform
- Time Fcuk (2009), puzzle game

I contenuti sbloccabili comprendono: 
- The Lonely Hermit (2001), storia di un bambino (sbloccabile completando Triachnid)
- AVGM (2009), uno sperimentale "Video abusivo tramite manipolazione del gioco'' e scherzoso mini-gioco (sbloccabile completando Coil)
- Meat Boy (Map Pack) (2008), il gioco Meat Boy, ma con diverse mappe (sbloccabile completando Meat Boy)
- The Box, scansioni di disegni di Edmund McMillen (quando aveva 3-5 anni) che sono stati trovati in una scatola mantenuta da sua nonna (sbloccabile completando Etere)
- Thicker Than Water, fumetto virtuale di 65 pagine sull'infanzia di Edmund McMillen (sbloccabile completando Spewer)
- The Chest, otto anni di disegni provenienti dai taccuini di Edmund McMillen (sbloccabile completando Time Fcuk)

Inoltre se si entra nel percorso file del gioco e si va su steamapps / common / cantina / Moregames, si possono trovare altre quattro partite: 
- Carious Weltling (2003)
- Clubby the seal (2004), un gioco d'azione a scorrimento laterale
- Carious Weltling 2 (2005)
- Dumpling (2005)